# Robert II (évêque de Nantes)
Pour les articles homonymes, voir Robert II.
Robert II est évêque de Nantes entre 1170 et 1184.

## Biographie
Avant son élection, Robert est l'archidiacre de Nantes. Lors du décès de son oncle, l'évêque Bernard d'Escoublac, en 1170, Robert est nommé évêque par le roi d'Angleterre Henri II, alors comte de Nantes et dirigeant du duché de Bretagne. Robert est l'un des plus fiables conseillers du roi Henri en Bretagne, en Normandie et en Angleterre. Robert est également membre du concile de trois évêques chargés de faire respecter le traité entre Henri II et Louis VII de France en 1177.
Robert part en pèlerinage à Jérusalem en 1184 et meurt à Brindisi lors du voyage de retour.